# تيري ديشينجير
تيري ديشينجير (بالإنجليزية: Terry Dischinger)‏ مواليد 21 نوفمبر 1940 في تير هوت، هو لاعب كرة سلة أمريكي بدأ مسيرته الاحترافية في سنة 1962 وحمل الأرقام 43 و18 و42. بلغ طوله 6 قدم 7 بوصة (2.0 م). اعتزل اللعب في 1973.

## فرق لعب لها
- ديترويت بيستونز
- بورتلاند ترايل بلايزرز

## الميداليات
| الميدالية | المسابقة                       |
| --------- | ------------------------------ |
| ذهبية     | الألعاب الأولمبية الصيفية 1960 |

## روابط خارجية
- تيري ديشينجير على موقع الاتحاد الدولي لكرة السلة (الإنجليزية)
- تيري ديشينجير على موقع إن بي أي (الإنجليزية)
- تيري ديشينجير على موقع سبورتس رفرنس (الإنجليزية)
- تيري ديشينجير على موقع كلية كرة السلة في سبورتس رفرنس.كوم (الإنجليزية)
- تيري ديشينجير على موقع ريلجم (الإنجليزية)
- تيري ديشينجير على موقع بروبوليرز (الإنجليزية)
- تيري ديشينجير على موقع سبورتس رفرنس (الإنجليزية)
- تيري ديشينجير على موقع سبورتس رفرنس (الإنجليزية)
- تيري ديشينجير على موقع أوليمبيديا (الإنجليزية)